# Kim Tae-woo (acteur)
Dans ce nom, le nom de famille, Kim, précède le nom personnel coréen.
Kim Tae-woo (김태우), né le 15 avril 1971 à Séoul, est un acteur sud-coréen.

## Filmographie
- 1997 : Le Contact de Jang Yun-hyeon
- 1998 : Geonchugmuhan yugmyeongagcheui bimil de Yu Sang-wook : Yong-min
- 2000 : Joint Security Area (Gongdonggyeongbiguyeok JSA) de Park Chan-wook : Nam Sung-shik
- 2001 : Shinhwa, série télévisée
- 2002 : L'Abri de Lee Mi-yeon : Jae-up
- 2002 : Gudseura Geum-suna de Hyeon Nam-seob : Han Ju-tae
- 2002 : The Coast Guard (Haeanseon) de Kim Ki-duk
- 2004 : La femme est l'avenir de l'homme (Yeojaneun namjaui miraeda) de Hong Sang-soo : Kim Hyeon-gon
- 2004 : Eolguleobtneun minyeo de Kim In-shik : Seok-won
- 2005 : Sagwa de Kang Yi-kwan : Sang-hoon
- 2005 : Nae cheongchunege goham de Kim Young-nam : le sergent Kim In-ho
- 2006 : Woman on the Beach de Hong Sang-soo : Won Chang-wook
- 2006 : Saebeonjjae siseon, film collectif
- 2007 : Gidam de Jeong Beom-sik et Jung Sik
- 2007 : Return de Lee Kyu-maan : Chi-hoon
- 2009 : Kichin de Hong Ji-yeong : Han Sang-in
- 2009 : Les Femmes de mes amis (Jal aljido mothamyeonseo) de Hong Sang-soo : Koo Gyung-nam
- 2010 : Influence de J. Q. Lee : Choi Dong-hoon
- 2010 : Daemul, série télévisée
- 2010 : God's Quiz, série télévisée, saison 1 épisode 1 : Jae-suk
- 2010 : Dolikil soo eobsneun de Park Soo-young
- 2011 : Quick de Cho Beom-gu : Watanabe Junichi
- 2011 : YooHoo and Friends, série télévisée d'animation : Kiman Song (voix)
- 2012 : Babo eomma, mini-série : Park Jung-do
- 2012 : Mooseowoon iyagi, segment Don't Answer the Door de Jeong Beom-sik : le commandant de l'unité
- 2012 : Paeneun yeoja de Kim Choon-sik : le détective Kyo
- 2012 : Naega gobaekeul hamyeon de Cho Sung-kyu
- 2013 : Geu gyeowool, barami boonda, mini-série : Jo Moo-chul
- 2014 : God's Gift: 14 Days, série télévisée : Han Ji-hoon
- 2014 : The Pirates (Haejeok: Badaro gan sanjeok) de Lee Seok-hoon : Mo Hong-gab
- 2015 : Working Girl de Jeong Beom-sik : Goo Kang-seong
- 2015 : Jingbirok, série télévisée : le roi Seonjo
- 2015 : Hyeomnyeo: Karui gieok de Park Heung-sik : Jon-bok
- 2016 : Goodbye Mr. Black, série télévisée : Kim Ji-ryoon
- 2016 : The Good Wife, série télévisée : Sang-il
- 2017 : Seokjojeotaek salinsagun de Jung Sik et Kim Hwi : le légiste Jang Ji-ho
- 2017 : Dangshinui bootak de Lee Dong-eun
- 2017 : Black, série télévisée : Faucheuse n°444
- 2017 : Sesangeseo gajang areumdawoon yibyeol, mini-série : Yeong-seok (2017)
- 2018 : Shikeurit madeo, série télévisée : Han Jae-yeol
- 2018 : Rampant (Changgwol) : Lee-yeong, le prince héritier (participation exceptionnelle)
- 2018 : Churieui yeowang, série télévisée : Ha Ji-seung
- 2019 : Romance is a Bonus Book, série télévisée : le CEO Kim Jae-min
- 2019 : Imong, série télévisée, saison 1 épisode 1 : Yoo Tae-joon
- 2019 : Deo baengkeo, série télévisée : Lee Hae-gon
- 2019 : The Tale of Nokdu, série télévisée : le seigneur Heo Yoon
- 2020 : Naleul saranghan seupai, série télévisée : Ban Jin-min
- 2020 : Mr. Queen, série télévisée : Kim Jwa-geun
- 2021 : Cheolinwanghoo: Daenamusup, mini-série, épisode 5 : Kim Jwa-geun
- 2021 : Bossam: Unmyeongeul humchida, série télévisée, saison 1 épisodes 2 et 3 : le roi Gwanghaegun
- 2022 : Pachinko, saison 1 épisode 1 : le deuxième vendeur d'anguille (caméo)
- 2022 : Cleaning Up, série télévisée : Jin Seong-woo

Prochainement
- 2023 : Project Silence (탈출: Project Silence) de Kim Tae-gon : Jeong Hyeon-baek

## Distinctions
En 2006, Kim Tae-woo a reçu le prix du meilleur acteur de la Busan Film Critics Association pour son rôle dans Woman on the Beach. En 2013, il a été nommé pour le prix spécial de l'acteur dans une mini-série aux SBS Drama Awards pour Geu gyeowool, barami boonda . Il a aussi été nommé pour deux APAN Star Awards en 2013 pour le prix du meilleur second rôle masculin pour Geu gyeowool, barami boonda  et en 2015 pour le prix du meilleur second rôle masculin pour Jingbirok.